# 地中海人種
地中海人種（ちちゅうかいじんしゅ）はかつての自然人類学におけるコーカソイドの下位区分の一つ。1899年ウィリアム・Z・リプリーにより北方人種、アルプス人種と共に定義され、主に地中海北西岸（フランス南部、イタリア、イベリア、ギリシャ、小アジア、パレスチナ、コーカサス、北アフリカ（ホワイト・アフリカ）、地中海の島々など）に住む。東欧やアジアの地中海人種も、東方の人種集団の影響を受けている。
この人種に属する人々は一般に濃い褐色の髪を持ち、瞳の色もそれに伴う。彫りの深い顔立ちをしており、頭蓋は細く長い（長頭）。彼らが築き上げた古代ギリシャ･ローマ時代をヨーロッパ人の父祖とする憧れも相まって、その時代に残された彫刻の顔立ちは美の典型とされた。現在でも美しい顔をした人に対する譬え文句として「ギリシャ彫刻のような」という慣用句が存在する。
遺伝的にはY染色体ハプログループR1b系統、J2系統、E1b1b系統が高頻度であり、様々なルーツをもつ集団の集合体である。特にE1b1b系統はネグロイドタイプであり、程度の多少ほどあれネグロイドと混血しているものと思われる。 